# 嗜糞癖
嗜糞癖（英語：Coprophilia）是一種戀物癖形式，是指從糞便中獲得性快感的一種性慾倒錯。在由美國精神病協會出版的精神疾病診斷與統計手冊（DSM）裡，它被分類為 302.89 – 性慾倒錯 NOS（無特別說明），除了關於性慾倒錯的一般說明「如果該行為、性刺激或性幻想讓個案對象在社會、工作或其它重要領域上造成顯著的痛苦或傷害即可作出診斷」以外便沒有其它的診斷標準。此外還加註「只有在性幻想、行為或對象物成為個案對象顯著的痛苦和傷害時才屬於性慾倒錯（例如導致性功能障礙、需要非相關人士的參與、導致其它一般併發症、干擾社交生活）」
嗜糞症和性虐待之間不見得有直接關聯，不過前者的有限資料有部份是來自於對後者的研究。芬蘭一項對兩個SM俱樂部裡的164名男性成員的研究發現，其中18.2%參與了與糞便相關的性活動，3%是施虐者，6.1%為受虐者，而9.1%則兩者皆是。在研究對象中，18%的異性戀者和17%的同性戀者表示自己嘗試過與糞便相關的性活動，在異性戀和同性戀之間沒有顯著的統計差異。

## 克利夫兰蒸汽机
克利夫兰蒸汽机是一个有關嗜糞癖的俚語，特指排泄到性伴胸口并像蒸汽压路机一样前后碾动。

## 外部連結
- Xavier, Cedric M. . British Journal of Medical Psychology. 1955, 28 (2-3): 188-190. ISSN 2044-8341. PMID 14389628. doi:10.1111/j.2044-8341.1955.tb00893.x （英语）.